# Alfreton Town Football Club
Maillots
Dernière mise à jour : 20 janvier 2019.
Le Alfreton Town Football Club est un club de football anglais basé à Alfreton. Depuis la saison 2015-2016 le club évolue en National League North (sixième division anglaise).

## Histoire
- 1959 : Fondation du club

## Palmarès
- Northern Counties Premier League : 1987 et 2002
- Northern Premier League First Division : 2003
- Conference North : 2011

## Joueurs et personnages du club

### Anciens joueurs
- John Beresford
- Keith Alexander
- Gary Mills

### Entraîneurs du club
- 2005-2007 :  Gary Mills

Le 14 mai 2007 Nicky Law est nommé entraîneur du club.
L'entraineur actuel du club Billy Heath est nommé en mai 2018.

## Identité du club

### Logos

Logo jusqu'en 2015.
Logo depuis 2015.